# Pediocactus paradinei
Pediocactus paradinei es una especie de planta fanerógama de la familia Cactaceae. 

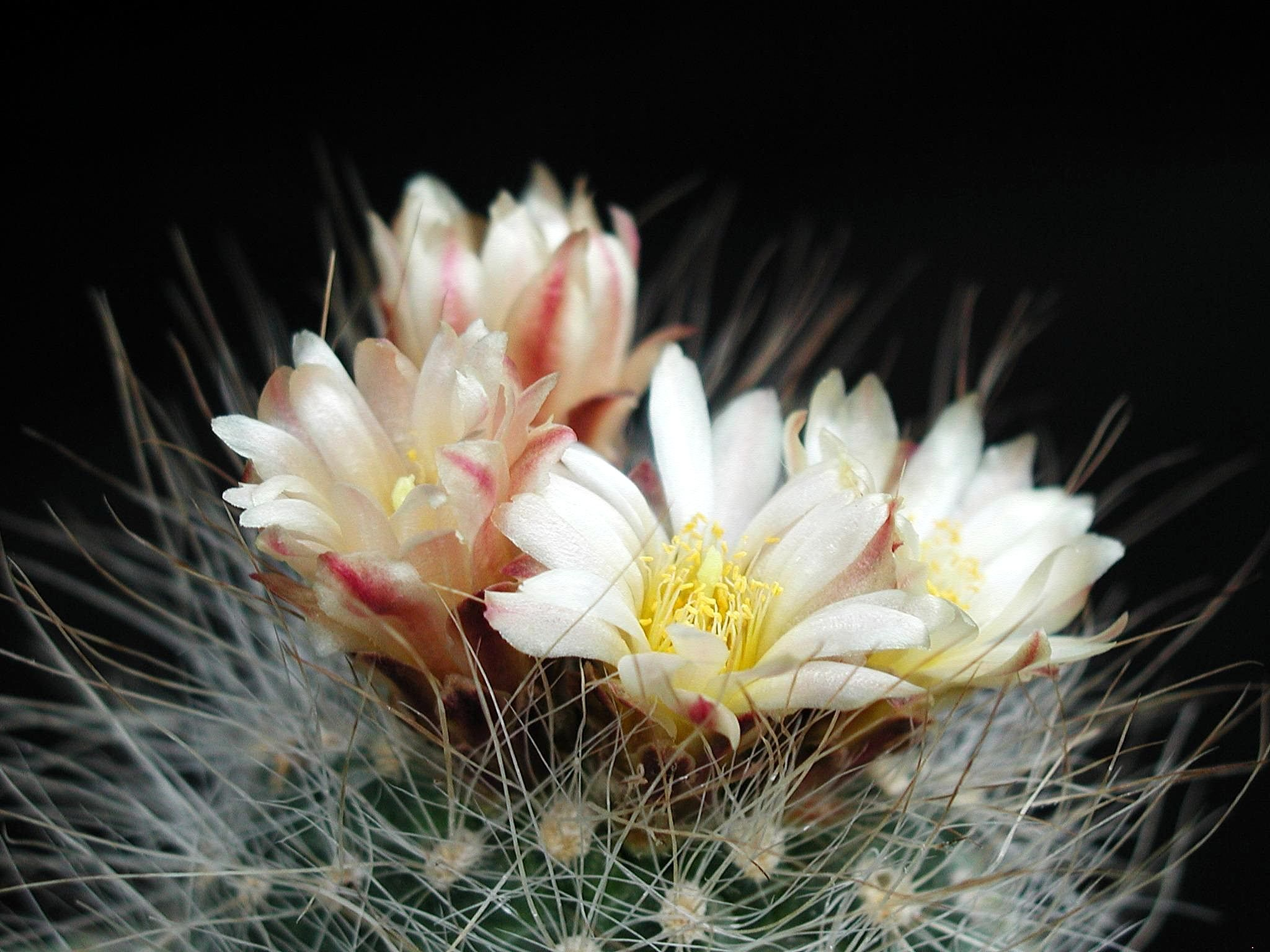
Flores

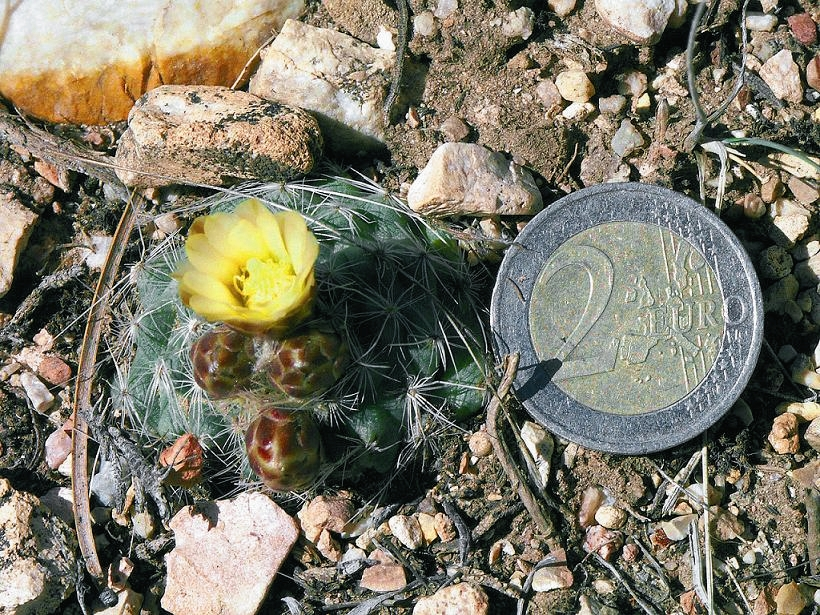
Detalle del tamaño

## Distribución
Es endémica de Estados Unidos en Arizona. Su hábitat natural son los áridos desiertos.  Es una especie rara en la vida silvestre. Se encuentra asociada con Sclerocactus whipplei subsp. busekii,  Escobaria missouriensis subsp. marstonii, Escobaria vivipara subsp. kaibabensis, Echinocereus engelmannii var. variegatus,  Opuntia y Yucca baccata.

## Descripción
Es una planta perenne carnosa y esférica, que alcanza un tamaño de 2 cm a 6 cm de largo y de diámetro. Las característicos espinas centrales son variables y únicas. Las flores son acampanadas amarillas de 1,5 cm de longitud y diámetro. Rara la flor de color rosa. En algunos casos la espinas típica no se presenta, por lo que fácilmente es confundida con la estrechamente relacionada Pediocactus simpsonii o Escobaria vivipara. Pediocactus paradinei en estado seco, resiste hasta los -20 °C.  

## Taxonomía
Pediocactus paradinei fue descrita por Bernard W. Benson y publicado en Cactus and Succulent Journal 29(5): 136–137, f. 83–84. 1957.
Sinonimia
- Pilocanthus paradinei
- Pediocactus simpsonii var. paradinei[4]